# Route 215 (Québec)
Pour les articles homonymes, voir Route 215.
La route 215 (R-215) est une route régionale québécoise située sur la rive sud du fleuve Saint-Laurent. Elle dessert la région de l'Estrie.

## Tracé
L'extrémité sud de la route 215 se trouve à Sutton sur la route 139 alors que son extrémité nord est située à Lac-Brome, sur la route 243. Elle croise également la route 104 dans cette municipalité et, également, elle longe la rive ouest du lac Brome. Elle se termine à la pointe nord de ce lac.

## Localités traversées (du sud vers le nord)
Liste des localités traversées par la route 215, regroupées par municipalité régionale de comté.

### Estrie
Brome-Missisquoi
- Sutton
- Brome
- Lac-Brome

## Intersections majeures
| MRC              | Municipalité | km    | Destinations                           | Notes |
| ---------------- | ------------ | ----- | -------------------------------------- | ----- |
| Brome-Missisquoi | Sutton       | 0,00  | R-139 – Abercorn, Vermont, Cowansville |       |
| Brome-Missisquoi | Lac-Brome    | 13,30 | R-104 – Cowansville, Lac-Brome         |       |
| Brome-Missisquoi | Lac-Brome    | 24,10 | R-243 – Waterloo, Lac-Brome (Knowlton) |       |
|                  |              |       |                                        |       |